# جون باتريك شانلي
جون باتريك شانلي (بالإنجليزية: John Patrick Shanley)‏ (ولد في 13 أكتوبر 1950) كاتب مسرحي وكاتب سيناريو ومخرج أمريكي.
من مسرحياته «الشك: أمثولة» التي فازت بجائزة بوليتزر للمسرح عام 2005، وجائزة توني لأفضل مسرحية لعام 2005. وفاز في عام 1988 بجائزة الأوسكار لأفضل سناريو أصلي عن فيلم Moonstruck.

## روابط خارجية
- جون باتريك شانلي على موقع IMDb (الإنجليزية)
- جون باتريك شانلي على موقع ألو سيني (الفرنسية)
- جون باتريك شانلي على موقع ميوزك برينز (الإنجليزية)
- جون باتريك شانلي على موقع أول موفي (الإنجليزية)
- جون باتريك شانلي على موقع قاعدة بيانات برودواي على الإنترنت (الإنجليزية)
- جون باتريك شانلي على موقع قاعدة بيانات الأفلام السويدية (السويدية)
- جون باتريك شانلي على موقع ديسكوغز (الإنجليزية)
- جون باتريك شانلي على موقع قاعدة بيانات الفيلم (الإنجليزية)
- جون باتريك شانلي على موقع كينوبويسك (الروسية)